# Jango Edwards
Jango Edwards, nacido como Stanley Ted Edwards (Detroit, 15 de abril de 1950-Barcelona, 4 de agosto de 2023) fue un payaso, actor, cantante y cómico estadounidense, radicado en Europa desde principios de los años 70, especialmente en Inglaterra, Francia, Holanda y España. Conocido por ser uno de los impulsores de la corriente «nouveau clown».

## Trayectoria
Dejó su carrera como arquitecto y paisajista para convertirse en artista. Inició su trayectoria artística en 1972 en Inglaterra, en la London Mime Company, fue profesor de teatro y formó la compañía Dog Breath Theatre Group, que más tarde pasó a llamarse Friends Roadshow, con la que junto a la payasa y mimo Nola Rae, actuó en Inglaterra, Holanda y Estados Unidos. Participó en la segunda edición del London International Mime Festival celebrada en 1978. Federico Fellini le presentó a algunos renombrados payasos del momento.
En 1975, Friends Roadshow dirigió el primer Festival of Fools en Ámsterdam, el primero dedicado a payasos en Europa y que se prolongó anualmente hasta 1984. En este festival participaron los mejores payasos del momento, como Johnny Melville o Tortell Poltrona, entre otros, que han sido una referencia en el movimiento del llamado «nouveau clown», que renueva la visión clásica del payaso.
Los años ochenta fueron la década dorada de Edwards en Europa, porque creó su propia productora, Mr. E Productions, y realizó espectáculos en su formato más habitual, actuando en solitario, acompañado eventualmente por amigos o músicos. Creó obras como Penzilpeeni Zircus (1980), Garbage (1980), Nothing but the truth (1982) o Nightmirrors (1985) . Garbage lo consagró como artista y clown de referencia tras llenar teatros en Francia, Europa y los Estados Unidos. Durante esos años, Edwards forjó su nombre a nivel mundial, siendo aclamado por el público y ofreciendo giras con cientos de actuaciones. Participó en televisión, impartió cursos de formación y realizó actuaciones en Cannes, Atenas, Montreal (en el festival Just pour rire) o Moscú, aunque su residencia fija estaba en Holanda.
Inició los noventa con otro de sus espectáculos de referencia, Holey Moley, en el que actuaba junto a la Little Big Nose Band, que fue grabado y emitido por la televisión nacional francesa y del que además se comercializó un disco con sus canciones. Actuó en los Juegos Olímpicos de Barcelona 1992, junto a otros payasos como Johnny Melville, Leo Bassi o Ángel Pavlovsky. Luego, creó los espectáculos Klones (1994), Mum (1996) o Tony Balony (1999). 
De 1995 a 1996 realizó una gira por Colombia. Entre 1990 y 1998 apareció recurrentemente en la serie de la televisión austriaca, Tohuwabohu, producida por la cadena ORF, interpretando, su personaje del bebedor de cerveza, como un running-gag.
El Circus Roncalli fichó a Edwards en el año 2000 durante un año. Poco después, fijó su residencia en Barcelona, donde  compaginaba cursos de formación para payasos y su espectáculo Classics Duo que realizó con la payasa catalana Cristina Borrás ( conocida artísticamente como Cristi Garbo). Junto al payaso Peter Ercolano, dirigió en 2004, un espectáculo de gran formato con su compañía Fools Militia, en el Fórum Universal de las Culturas de Barcelona. Ese mismo año, se publicó un DVD con algunas de sus actuaciones, llamado The bust of Jango. Un año después, en 2005, participó en el reality-show televisivo La Ferme Célébrité 2, del canal TF1, el equivalente del programa español Acorralados (La Granja de los Famosos).
Alejado de las grandes giras, empezó a presentarse como artista residente en el teatro barcelonés Almazén, con su obra Cabaret Cabrón, una serie de cabarés con artistas locales y visitantes, que le sirvió para dirigir decenas de espectáculos para nuevos y jóvenes payasos. De este formato también se creó una versión en el Teatro Alfil de Madrid, Cabaret MAD Cabrón y una gira por Cataluña. Durante 2009, trabajó puntualmente en el programa de La Sexta, Buenafuente, de Andreu Buenafuente.

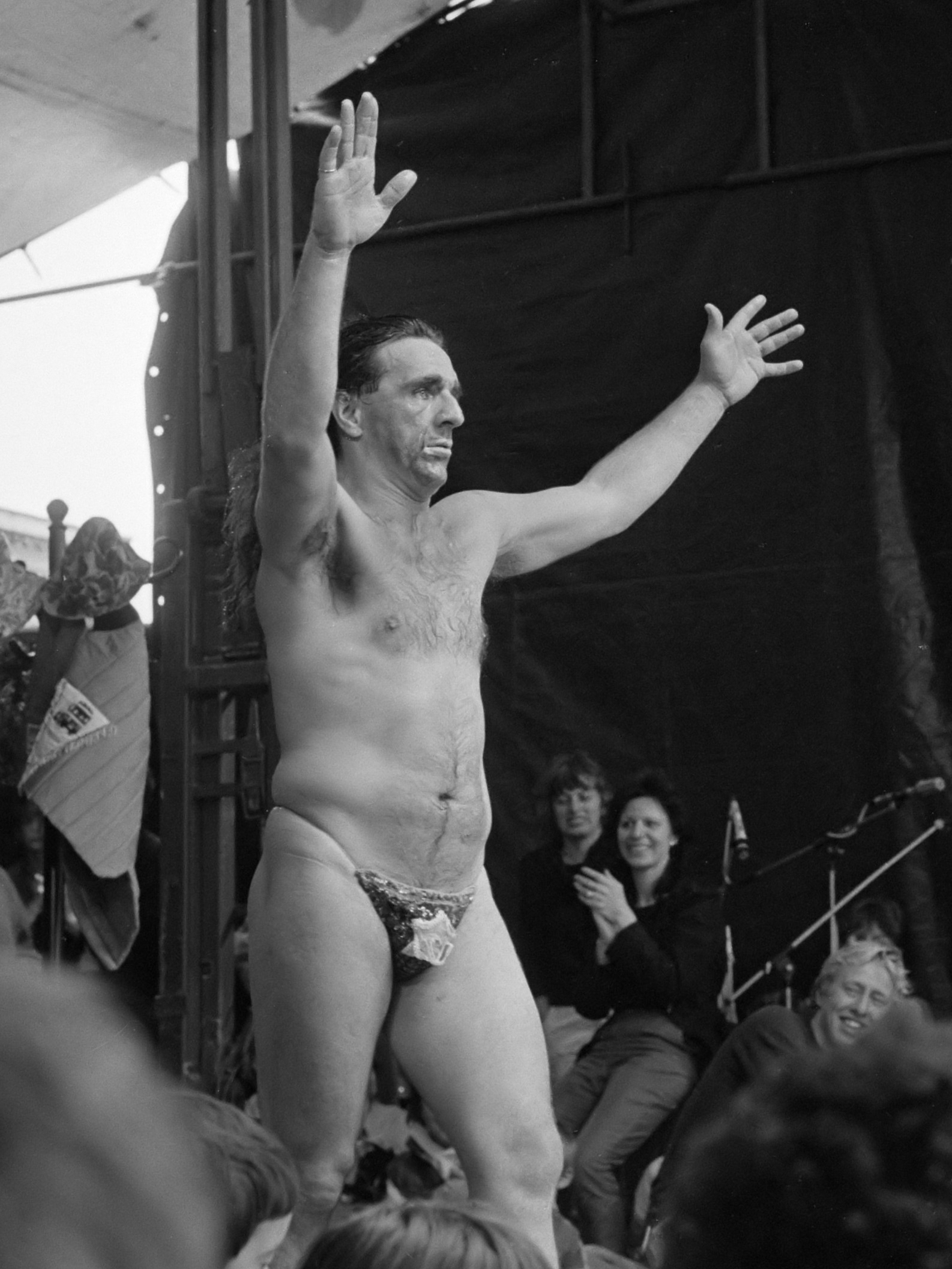
Edwards en 1984.

También abrió en Granollers, el Nouveau Clown Institute (NCI), el primer centro formativo especializado en el mundo del clown, que se convirtió en un movimiento global de renovación del arte del payaso, cuyos principios son «There’s no business like clown business” y “Smile” Is just under your nose», y que cuenta con cerca de 4 000 miembros.
En 2010, participó en el videoclip de la canción Calle Matanzas del músico Carlos Ann en el que apreció también Borrás. En septiembre de ese mismo año, estrenó junto a la compañía catalana Cia. Passabarret, el espectáculo de payasos de calle Big Boss & Tandarica Circus, en la Feria de Tárrega, volviendo a sus inicios como artista y mimo callejero.
A finales de 2011, inició a modo de aniversario, un proyecto retrospectivo One Lifetime, 40 years of entertainment, en la sala RAI ARt de Barcelona, repasando todos los espectáculos de su carrera profesional. De esta revisión, nació la gira Classics, que durante finales de 2012 lo llevó por doce teatros de Alemania.
En septiembre de 2013, Edwards fue retenido en el Aeropuerto de Barcelona al haber agotado el periodo legal para residir en el espacio de Schengen como turista, hecho que lo obligó a regresar a Estados Unidos durante una temporada hasta poder regularizar su situación. A pesar de ello, siguió trabajando a nivel internacional.
Tras 15 años, en 2016, volvió a actuar en Francia. Estrenó su espectáculo Tous a l'asile! en Le Casino de París. Luego, ofreció su show Jango Unchained Too, como espectáculo residente en el Apollo Théâtre, con tres funciones semanales.
Después de dos años retirado de los escenarios, en 2020, inauguró en Barcelona, el espectáculo Jango Series, en el que actuó junto a Pepa Plana, Leo Bassi, Johnny Melville, Tortell Poltrona, Mario Gas o Andreu Buenafuente.
Fue el impulsor de que se realizara el Festival of Fools en Barcelona en 2022, convirtiendo a la ciudad en un espacio de encuentro para payasos de diferentes partes del mundo. El festival contó con el apoyo de la Federación de Ateneos de Cataluña y de la Generalidad de Cataluña.
En septiembre de 2022 anunció que sufría un cáncer terminal, causa por la que falleció en Barcelona el 4 de agosto de 2023.

## Obra

### Espectáculos
- 1980 - Penzilpeeni Zircus.
- 1980 - Garbage.
- 1982 - Nothing but the truth.
- 1985 - Nightmirrors.
- 1994 - Klones.
- 1996 - Mum.
- 1999 - Tony Balony.
- 2004 - The bust of Jango
- 2010 - Big Boss & Tandarica Circus.

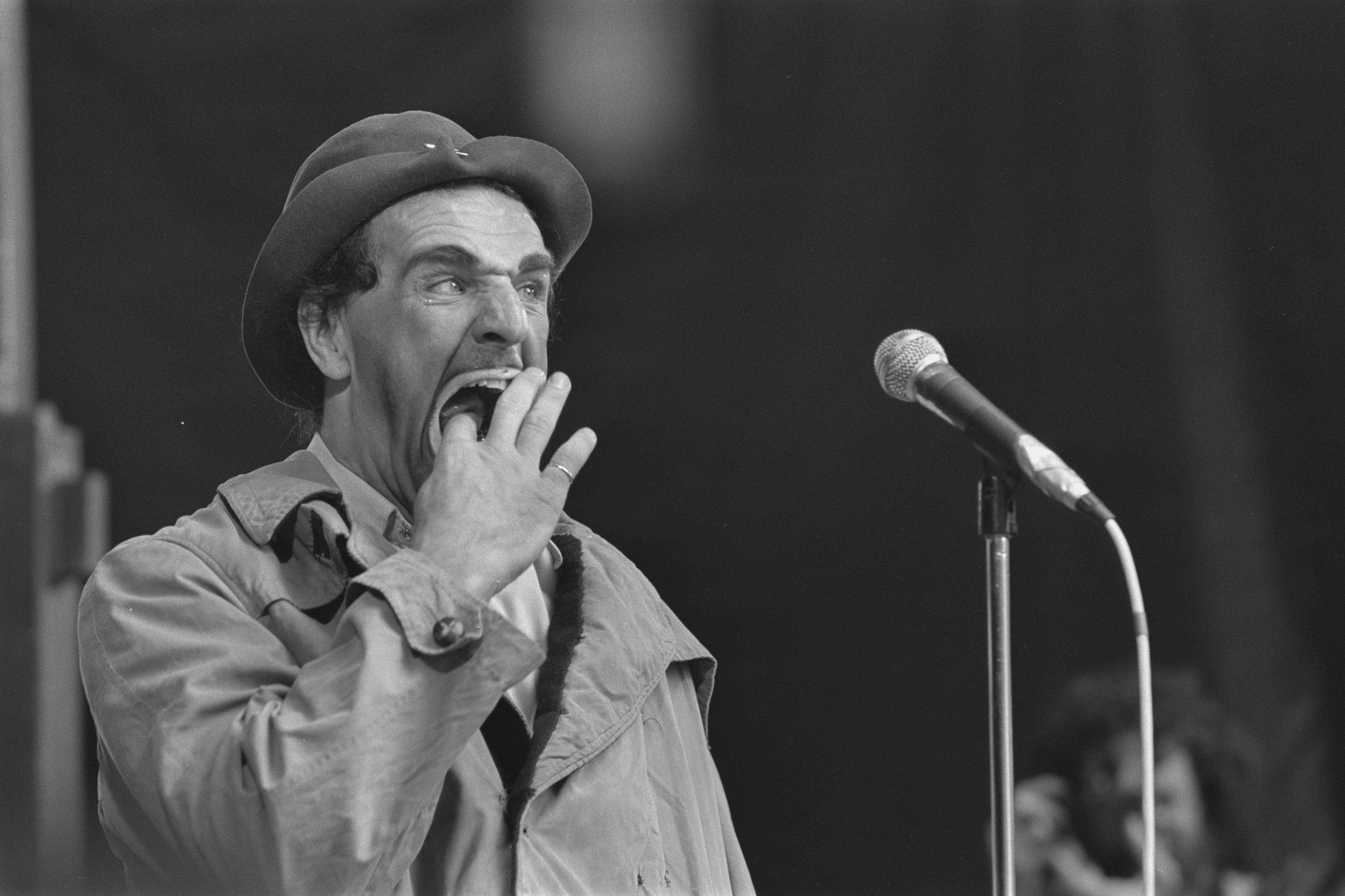
Jango Edwards en el Festival of Fools en Ámsterdam

- 2011 - One Lifetime, 40 years of entertainment.
- 2016 - Tous a l'asile!.
- 2020 - Jango Series.

### Discos
- 1978 - Live at the Melkweg (Milky Way Records).[8]
- 1980 - Clown Power (Ariola) - edición limitada de 3000 copias, cada una con una portada distinta.[8]
- 1980 - Live in Europe (Polydor).[8]
- 1991 - Holey Moley (Silenz).
- 2016 - Radio Jango (12 Crazy performances by Jango Edwards) (FGL Vision)

### Libros
- 1980 - Jango Edwards. ISBN 9783922651000.[52]
- 1984 - Ik [hou van] jou. ISBN 9789032803100.[53]

### DVD
- 2004 - Jango Edwards: The bust of Jango (Cascade GmbH)
- 2016 - TV Jango - The Crazy Best-Of Hango Edwards (FGL Vision)

## Premios y reconocimientos
En 2009, se estrenó el documental Zapatos nuevos: Payasos de hoy en Europa, dirigido por Brian Rodríguez Wood y producido por Javier Salinas, donde aparece Edwards junto a otras figuras del mundo del clown como: Johnny Melville, Gardi Hutter, Leo Bassi, Philippe Gaulier, Carlo Colombaioni, Pepa Plana, Virginia Imaz, Joan Montanyès i Martínez, Slava Polunin o Buffo; que tuvo 4 nominaciones a los Premios Goya 2010.
En diciembre de 2021, Edwards fue galardonado con el Premio Zirkòlika a la Mejor Trayectoria, «por su dilatada carrera en Europa y Cataluña». Este premio es otorgado por la Revista Zirkòlika, anualmente, desde 2010, en la gala Noche de circo (Nit de circ) celebrada en Barcelona, con el objetivo de reconocer el trabajo de artistas y compañías de circo españoles.